# Baurusuchus
Baurusuchus là một chi Crocodylomorpha thời tiền sử đã tuyệt chủng, từng phân bố ở Argentina và Brasil cách đây 70 triệu năm với hình dáng đầu giống chó, chân giống ngựa và răng to.

## Đặc điểm sinh học
Đặc trưng của loài này là có xương sọ cao giống loài chó với răng nanh lớn cùng những phần cơ thể có chi dài, hình thể của loài cá sấu này giống khủng long nhiều hơn là một con cá sấu hiện đại, nhưng đầu hóa thạch được tìm thấy mang những đặc điểm của cá sấu trong thời kỳ đó như có vỏ bọc cứng chắc, bề mặt xương thô nhám và những phần gá lắp cho cơ khép hàm, có những đặc điểm giải phẫu học độc đáo như có số lượng răng ít, sọ mỏng và cao, lỗ mũi hướng về phía trước.
Về tập tính săn mồi, loài cá sấu này không ẩn nấp như một khúc gỗ trôi trên sông nước giống như cá sấu hiện nay, loài cá sấu này ăn thịt những con thú có kích cỡ từ 4,5 đến 6 m, bao gồm khủng long và những con cá sấu khác trong khu vực. Chúng có thể sử dụng thị lực lập thể để lần theo con mồi, và thay vì trườn đi như cá sấu ngày nay, chúng phi nước đại trên những chi dài. Hệ sinh thái của loài này có thể tương tự như hệ sinh thái của chó hoang đang tồn tại hiện nay.

## Hình ảnh

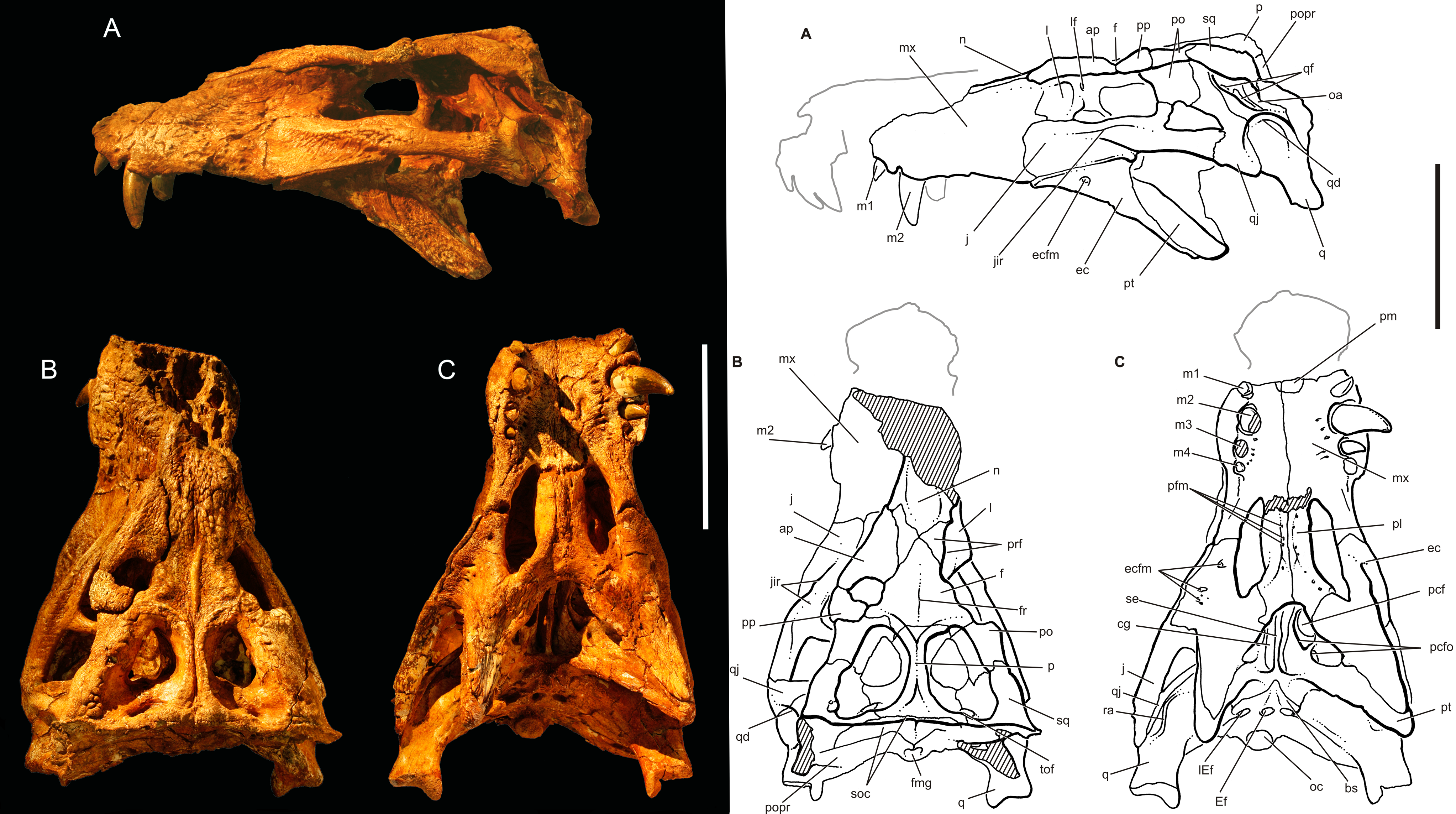
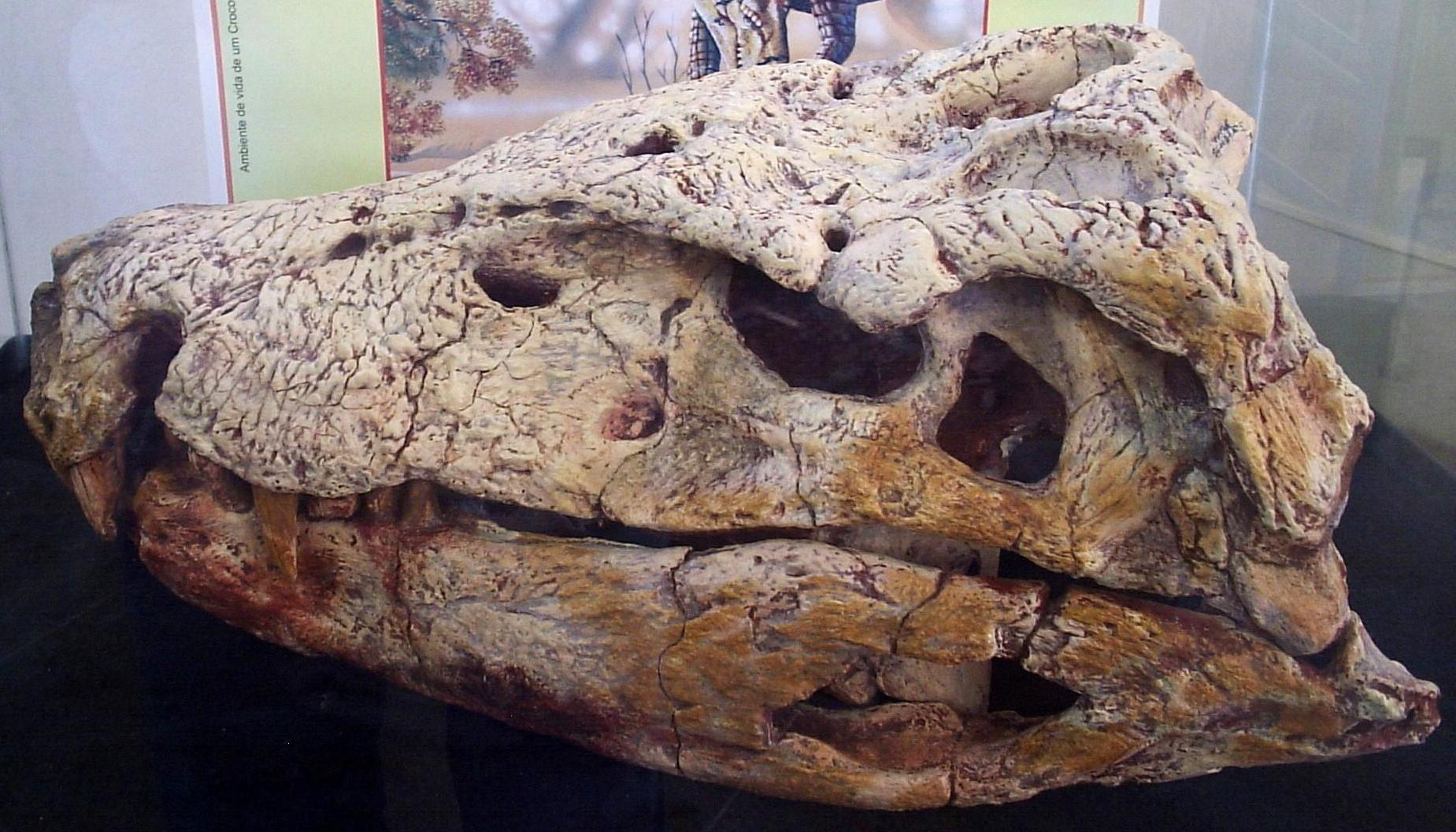